# Аргумент из састава
Аргумент из састава је неформална логичка грешка која настаје када на основну податка о једном или више делова целине извлачи закључак и тврди се да он важи за целину, а такво мишљење се никако не поткрепљује. Постоје две облика ове грешке:
- Први је када се на основу особине појединачних чланова групе изводи закључак о целој групи. Ово није тачно зато што особине појединца не морају бити повезане са особинама свих у групи. Треба имати свеобухватне информације како би се направио свеобухватни заједнички закључак.

- Други облик се јавља када се према подацима о деловима објекта доноси закључак о њему. Ово је погрешно због тога што чињеница да делови објекта имају одређена својства није гаранција да тај цео објекат има та својства.

Битно је напоменути да аргумент из незнања не мора бити логичка грешка уколико је закључак валидан и оправдан. На пример, ако се на основу података да су сви делови неког објекта од дрвета закључи да је тај објекат дрвен.
Супротно од ове логичке грешке је логичка грешка аргумент из поделе која настаје када се тврди да нешто што важи за целину важи и за све делове те целине.

## Примери
- Људи су састављени од атома, а атоми су невидљиви, тако да су и људи невидљиви.

Јасно је да ово није тачно.
- Ако волиш кувана јаја, сладолед, туњевину и џем од шљива свидеће ти се овај сендвич који сам направио са њима.

Велика је вероватноћа да се овакав сендвич ником неће свидети, чак ни онима који воле све појединачне састојке овог сендвича.